# Olof Åhlström
Olof Åhlström (ur. 14 sierpnia 1756 w Vårdinge, zm. 11 sierpnia 1835 w Sztokholmie) – szwedzki kompozytor, organista i wydawca.

## Życiorys
W dzieciństwie pobierał naukę u miejscowego organisty parafialnego. W 1772 roku wyjechał do Sztokholmu, gdzie studiował w Królewskiej Akademii Muzycznej u Ferdinanda Zellbella młodszego. W późniejszym okresie, od 1803 do 1805 roku, był dyrektorem tej uczelni. W latach 1776–1792 był organistą w sztokholmskim kościele św. Marii Magdaleny, zaś w latach 1792–1835 w kościele św. Jakuba.
W 1781 roku podjął pracę jako wydawca muzykaliów, początkowo w drukarni J. Ödberga. W 1788 roku otrzymał, jako jedyny wydawca muzyczny w Szwecji, królewski przywilej. Wspólnie z Arvidem Augustem Afzeliusem opublikował pierwszy zbiór szwedzkich tańców ludowych, Traditioner av svenska folkdansar (4 zeszyty opublikowane w latach 1814–1815). Redagował dwa czasopisma muzyczne, Musikaliskt tidsfördrif (1789–1835) i Skalde-stycken satte i musik (1794–1823). Wraz z Johanem Henrikem Kellgrenem opublikował zbiory pieśni Carla Michaela Bellmana. Na zlecenie Królewskiej Akademii Muzycznej opracował księgę hymnów kościelnych Choralbok i öfvrensstämmelse med svenska församlingens vanliga sång.
Skomponował operę Frigga (wyst. w Sztokholmie w 1788 roku), koncert fortepianowy, siedem sonat skrzypcowych, dwie kantaty, ponad 200 pieśni.